# لانیون (آیووا)
لانیون (به انگلیسی: Lanyon) یک محدوده ثبت‌نشده در ایالات متحده آمریکا است که در شهرستان وبستر، آیووا واقع شده‌است.

این محدوده در ۲۷ کیلومتری (۱۷ مایل) جنوب فورت داج، ۴٫۲۶ کیلومتری (۲٫۶۵ مایل) جنوب و ۱٫۶ کیلومتری (۱ مایل) غرب هارکوورت (در مسیر بزرگراه ۱۶۹)، و ۵٫۳ کیلومتری (۳٫۳ مایل) شمال و ۷٫۲ کیلومتری (۴٫۵ مایل) غرب بوکسهولم واقع شده است.
جامعه ساکن در این محدوده، توسط مهاجران سوئدی، بخشی از ساکنان شهرستان ناکس و در دههٔ ۱۸۶۰ میلادی بنیاد گذاشته‌شد.

## خصوصیات
لانیون ۳۴۶٫۸۷ متر (۱٬۱۳۸٫۰ پا) بالاتر از سطح دریا واقع شده‌است.